# Olechów (gromada)
Olechów (alt. Olechów Nowy) – dawna gromada, czyli najmniejsza jednostka podziału terytorialnego Polskiej Rzeczypospolitej Ludowej w latach 1954–1972.
Gromady, z gromadzkimi radami narodowymi (GRN) jako organami władzy najniższego stopnia na wsi, funkcjonowały od reformy reorganizującej administrację wiejską przeprowadzonej jesienią 1954 do momentu ich zniesienia z dniem 1 stycznia 1973, tym samym wypierając organizację gminną w latach 1954–1972.
Gromadę Olechów siedzibą GRN w Olechowie (Nowym) utworzono – jako jedną z 8759 gromad na obszarze Polski – w powiecie iłżeckim w woj. kieleckim, na mocy uchwały nr 13k/54 WRN w Kielcach z dnia 29 września 1954. W skład jednostki weszły obszary dotychczasowych gromad Eugenjów, Karolów, Olechów Nowy i Wodąca ze zniesionej gminy Sienno oraz Borcuchy ze zniesionej gminy Pętkowice w tymże powiecie. Dla gromady ustalono 12 członków gromadzkiej rady narodowej.
1 stycznia 1956 gromada weszła w skład nowo utworzonego powiatu lipskiego w tymże województwie.
Gromadę zniesiono 31 grudnia 1959, a jej obszar włączono do gromad Krzyżanówka (wieś Karolów) i Sienno (wsie Eugeniów, Wodąca, Olechów Nowy, Olechów Stary i Borcuchy oraz kolonie Leśniczówka, Józefówka, Tarczówka, Piotrówka i Placówka).